# Nephodia clarigrisea
Nephodia clarigrisea là một loài bướm đêm trong họ Geometridae.